# Statistiche dell'acqua alta a Venezia
In questa pagina vengono illustrate le statistiche relative alle acque alte verificatesi a Venezia. I valori (salvo diverse indicazioni) comprendono il periodo dal 1872 in poi. In particolare, i valori dal 1872 al 1922 sono stati registrati dal Genio Civile e dal Magistrato alle Acque di Venezia e sono riferiti a vari mareografi (Arsenale, Santo Stefano e Punta della Salute); i dati dal 1923 al 1982 sono stati registrati dal mareografo di Punta della Salute da parte dell'Ufficio Idrografico del Magistrato alle Acque di Venezia (ora ISPRA - Servizio Laguna di Venezia); i dati dal 1983 in poi sono stati rilevati dal mareografo di Punta della Salute da parte del Centro Previsioni e Segnalazioni Maree del Comune di Venezia. A partire dal 3 ottobre 2020, con l'entrata in funzione del sistema MOSE, i valori di picco registrati presso il mareografo di Punta della Salute (utilizzati per queste statistiche) registrano il valore misurato in città, differente dal picco di marea effettivo misurato sulla piattaforma marina esterna alle barriere del MOSE.
Tutti i valori sono riferiti allo zero mareografico di Punta della Salute del 1897 e sono aggiornati al 31 dicembre 2019.

## Distribuzione annuale delle maree ≥110 cm
Le maree che eguagliano o superano i 110 cm sullo zero mareografico di Punta della Salute sono convenzionalmente definite maree molto sostenute. Tale soglia inoltre è quella generalmente utilizzata per i segnali d'allarme (i sistemi di segnalazione acustica e l'invio di sms agli utenti registrati vengono attivati usualmente quando si prevedono picchi di marea molto sostenuta o acque alte eccezionali). Infine tale soglia è quella ufficialmente scelta (salvo revisioni) per l'entrata in funzione del sistema MOSE, una volta completato e operativo a regime: le maree sostenute saranno perciò affrontate con interventi diversi, primo fra tutti il rialzo delle pavimentazioni. A partire dall'anno 2020, le statistiche riflettono l'effetto dovuto agli interventi del sistema MOSE.
Frequenza annuale delle maree ≥110cm
Frequenza annuale delle maree ≥110cmAnno05101520253019221935194819611974198720002013Maree
Fonte Centro Previsioni e Segnalazioni Maree del Comune di Venezia - elaborazione grafica a cura di Wikipedia

## Frequenza decennale delle maree ≥110 cm
A partire dall'anno 2020, le statistiche riflettono l'effetto dovuto agli interventi del sistema MOSE.
Frequenza decennale delle maree ≥110 cm
Frequenza decennale delle maree ≥110 cmDecennio020406080100187219001930196019902020Maree
Nota - i valori in ascissa si riferiscono al primo anno del decennio. Il decennio 1870-1879 è incompleto, poiché le rilevazioni tengono conto del periodo a partire dal 1872.
Fonte Centro Previsioni e Segnalazioni Maree del Comune di Venezia - elaborazione grafica a cura di Wikipedia

## Frequenza decennale delle maree ≥120 cm
La soglia di 120 cm rappresenta il limite di percorribilità dei percorsi asciutti predisposti dal Comune di Venezia, che sono garantiti dalla pavimentazione (qualora più alta di detta quota) o da passerelle posate all'occorrenza. Oltrepassato questo valore alcune passerelle vengono ritirate poiché rischierebbero di galleggiare. A partire dall'anno 2020, le statistiche riflettono l'effetto dovuto agli interventi del sistema MOSE.
Frequenza decennale delle maree ≥120 cm
Frequenza decennale delle maree ≥120 cmDecennio010203040187219001930196019902020Maree
Nota - i valori in ascissa si riferiscono al primo anno del decennio. Il decennio 1870-1879 è incompleto, poiché le rilevazioni tengono conto del periodo a partire dal 1872.
Fonte Centro Previsioni e Segnalazioni Maree del Comune di Venezia - elaborazione grafica a cura di Wikipedia

## Frequenza decennale delle maree ≥140 cm
Le maree che eguagliano o superano quota 140 cm sono definite alte maree eccezionali. A partire dall'anno 2020, le statistiche riflettono l'effetto dovuto agli interventi del sistema MOSE.
Frequenza decennale delle maree ≥140 cm
Frequenza decennale delle maree ≥140 cmDecennio024681012187219001930196019902020Maree
Nota - i valori in ascissa si riferiscono al primo anno del decennio. Il decennio 1870-1879 è incompleto, poiché le rilevazioni tengono conto del periodo a partire dal 1872.
Fonte Centro Previsioni e Segnalazioni Maree del Comune di Venezia - elaborazione grafica a cura di Wikipedia

## Distribuzione mensile delle maree ≥110 cm
Le alte maree non hanno la stessa frequenza tutto l'anno: dal grafico si nota che circa il 75% delle maree che eguagliano o superano quota 110 cm si verificano nel periodo che va da ottobre a dicembre, con il picco nel mese di novembre. In luglio ed agosto non sono mai state registrate maree superiori a detta soglia, mentre l'unico caso verificatosi in giugno risale al 2002. A partire dall'anno 2020, le statistiche riflettono l'effetto dovuto agli interventi del sistema MOSE.
Frequenza mensile delle maree ≥110 cm
Frequenza mensile delle maree ≥110 cmMese020406080100120GenMarMagLugSetNovMaree
Nota - I valori tengono conto delle rilevazioni del periodo dal 1872 al 2021
Fonte Centro Previsioni e Segnalazioni Maree del Comune di Venezia - elaborazione grafica a cura di Wikipedia

## Interventi annuali del sistema MOSE
La tabella seguente è ricavata dai dati dell'archivio storico del Centro Previsioni e Segnalazioni Maree del Comune di Venezia, che pubblica le statistiche annuali dei picchi di marea superiori agli 80cm registrando anche gli eventi in cui è intervenuto il sistema MOSE.
Numero di interventi annuali del sistema MOSE
Numero di interventi annuali del sistema MOSEAnno05101520253020202021202220232024Interventi
Nota - Il primo intervento del MOSE è avvenuto il 2 ottobre 2020
Fonte: Centro Previsioni e Segnalazioni Maree del Comune di Venezia - elaborazione grafica a cura di Wikipedia